# Persuader (groupe)
Ne doit pas être confondu avec persuasion.
Persuader est un groupe de power metal suédois, originaire d'Umeå, Norrland. Le groupe est formé en 1997, et compte un total de quatre albums. Les membres Jens et Emil se joindront au groupe Savage Circus en 2005, formé par Thomen Stauch après son départ de Blind Guardian. Le quatrième album du groupe, The Fiction Maze, est publié en janvier 2014 aux États-Unis.

## Biographie

### Débuts (1997–2000)
C'est en 1997 que Persuader se forme, dans le but de faire un « heavy metal, doté d'une attitude plus agressive ». En 1998, le groupe sort une démo, Visions and Dreams, qui reçoit une bonne critique de la part de différents magazines et/ou webzines. The Hunter, leur premier album studio, est publié en 2000, et est tout aussi bien accueilli.

### Nouveaux albums (2001–2006)
Le label du groupe, Loud 'n' Proud, fait faillite, et les laisse ainsi sans label. Au début de 2001, le groupe décide de se séparer de Pekka Kiviaho, à cause de différences de point de vue. Selon Jens, le groupe « avait besoin de faire une pause pour trouver un nouveau guitariste et un nouveau label » et ne « dissoudra jamais Persuader. » Le groupe se reforme au printemps ou en été 2001 avec un nouveau guitariste, Emil Norberg, qui était dans le même lycée que Jens.
Le groupe se met à travailler sur un nouvel album, et soumet une démo au label au concours Young Metal Gods organisé par le label Noise Records. Ils remportent le concours et publient Evolution Purgatory chez Noise Records le 2 février 2004. Après la sortie de l'album, Jens et Emil s'impliquent dans Savage Circus, publiant leur premier album Dreamland Manor en 2005. Jens s'impliquera aussi avec le groupe américain Dark Empire, après que Matt Moliti lui ai demandé de contribuer aux parties vocales de leur album Distant Tides (2006). Le groupe publie son troisième album studio, When Eden Burns, le 15 mai 2006.

### The Fiction Maze(depuis 2007)
Persuader s'occupe de son nouvel album studio des années après la sortie de When Eden Burns. La sortie de l'album est repoussée à de nombreuses reprises. Le groupe contribue à de nombreux projets parallèle comme l'album Humanity Dethroned de Dark Empire en 2008, ou Of Doom and Death de Savage Circus en 2009.
Pour rire, le groupe appelle son studio d'enregistrement, Studio Värdelös. Le mot en suédois värdelös se traduit par « inutile ». Le 12 décembre 2010, le groupe révèle le titre de son futur album, The Fiction Maze. Entre 2011 et 2013, le groupe publie quelques mises à jour sur l'état de son album. Le 11 septembre 2013, le groupe annonce sa signature au label Inner Wound Recordings. The Fiction Maze est publié en fin décembre 2013 au Japon, et au début de janvier en Amérique du Nord et en Europe.

## Membres

### Membres actuels
- Jens Carlsson – chant (depuis 1997), guitare rythmique (1997–2006)
- Fredrik Hedström – basse (depuis 1997)
- Efraim Juntunen – batterie (depuis 1997)
- Emil Norberg – guitare solo (depuis 2001)
- Daniel Sundbom – guitare rythmique (depuis 2006)

### Anciens membres
- Pekka Kiviaho – guitare solo (1997–2001)

## Discographie
- 2000 : The Hunter
- 2004 : Evolution Purgatory
- 2006 : When Eden burns
- 2014 : The Fiction Maze
- 2020 : Necromancy